# Centro de Estudios y Pensamiento Estratégico
El Centro de Estudios y Pensamiento Estratégico (CESPE) es un centro de estudios e investigación ecuatoriano, fundado en octubre de 2012 por pedido del Comando Conjunto de las Fuerzas Armadas del Ecuador. Funciona como un organismo de la Universidad de las Fuerzas Armadas de Ecuador compuesto por un equipo de trabajo que combina a oficiales en retiro y civiles especializados en el análisis estratégico de distintos ámbitos entre los que están  la geopolítica, la inteligencia, las relaciones internacionales y la ciencia militar. Su objetivo es la elaboración de estudios para la seguridad y defensa nacional del Ecuador, para fomentar una cultura de seguridad.
El CESPE cumple con un rol asesor para el Comando Conjunto de las Fuerzas Armadas del Ecuador, el Ministerio de Defensa de Ecuador, Comandos de Fuerza, así como otras instituciones del Estado ecuatoriano.

## Aporte teórico
El CESPE ha desarrollado un cuerpo teórico en torno a la geopolítica, la seguridad y el análisis estratégico, con un énfasis en la posición de Ecuador dentro del escenario internacional. Su producción académica aborda temas como la reconfiguración del orden global, la competencia entre potencias, y los efectos de los conflictos internacionales en América Latina. También se examinan las dinámicas geopolíticas propias de la región, las tensiones estratégicas en el hemisferio occidental y las perspectivas de desarrollo en un contexto de creciente multipolaridad.
Un eje central en el trabajo del CESPE es el estudio de la oceanopolítica y la importancia del espacio marítimo en la seguridad y el desarrollo del Ecuador. Desde una visión que integra la geopolítica del Océano Pacífico, la economía azul y la gobernanza de los espacios marítimos, se han generado análisis sobre los intereses nacionales en el ámbito naval y su relación con el comercio, la sostenibilidad y la proyección estratégica del país. Asimismo, el centro ha trabajado en estudios prospectivos que evalúan los posibles escenarios políticos, económicos y de seguridad que podrían impactar a Ecuador, considerando las tendencias globales y regionales.
El CESPE organiza también espacios de discusión pública con fines formativos y para el fortalecimiento del diálogo entre diferentes segmentos de la academia, la función pública y la sociedad civil.

## Eventos internacionales
Desde 2023, el CESPE organiza eventos internacionales de seguridad y defensa, en el cual participan autoridades del Estado ecuatoriano en conjunto con expertos de la academia para discutir la planificación, estrategia y políticas públicas aplicadas para mejorar las condiciones de seguridad de Ecuador.

## Publicaciones
El CESPE genera diferentes tipos de producción académica entre los que se incluyen informes estratégicos y libros revisados por pares. Entre sus principales obras están:
- Sheryn Barham, Gilda Guerrero Salgado, Ramiro Lapeña Sanz, Diana Córdova-Arauz y Fernando A. Muñoz-Miño. ¿Qué pasa en Gaza? Una mirada desde la mitad del mundo. ISBN: 978-9942-652-18-8
- Maritza Velasteguí. 2025. La industria de la defensa en Ecuador y sus proyectos emblemáticos.  ISBN: 978-9942-652-19-5
- Bernardo Gortaire Morejón. 2024. América Latina, la región que se niega a ser. ISBN 978-9942-652-03-4
- Mauro Argoti. 2024. Vision geopolítica del Ecuador para el siglo XXI. ISBN 978-9942-652-04-1
- Manuel Humberto Gómez Proaño. 2024. Aproximacion a la oceanopolitica de la cuenca Asia-Pacifico y su influencia sobre Ecuador: Una mirada desde la China. ISBN 978-9942-765-98-7
- Manuel Humberto Gómez Proaño. 2024. La oceanopolitica y la economia azul, una perspectiva ecuatoriana. ISBN 978-9942-765-96-3
- Bernardo Gortaire Morejón. 2023. La guerra nunca se fue: Cómo el conflicto ruso-ucraniano revivió la historia. ISBN 978-9942-765-99-4
- Bernardo Gortaire Morejón. 2023. Dragón ascendente, Águila desafiante. Desentrañando la competencia hegemónica entre China y EE.UU. ISBN 978-9942-765-97-0
- José Gabriel Córdova Aguilar, Manuel Humberto Gómez Proaño, Víctor Masson Fiallos, Santiago Marchan, Nelson Andrés Pazmiño Manrique, Willington Rentería, Julio Alberto Romo Ponce, Ernesto José Escobar Vallejo y Miguel Andrade Vásquez. 2023. El Mar Equinoccial y los intereses marítimos del Ecuador. ISBN 978-9942-765-90-1
- Bernardo Gortaire Morejón, Gilda Guerrero Salgado, Ramiro Lapeña Sanz, Marta Fernández Sebastián, Paola Lozada y Juan Francisco Camino Apunte. 2023. Ecuador hacia el 2025: Escenarios, conflictos y oportunidades. ISBN 978-9942-765-92-5

- Héctor Luis Saint Pierre, Salvador Raza, Arturo Fuenzalida, Lester Cabrera, Katalina Barreiro, Lucía Dammert y Sebastián Briones, Galo Cruz, María Dolores Ordóñez. 2017. Amenazas globales consecuencias locales. Retos para la inteligencia, estratégica actual. ISBN 978-9942-765-15-4
- Mariano Bartolomé, Carolina Sancho Hirane, Carlos Maldonado Prieto, Javier Pérez Rodríguez, Galo Cruz, César Pérez, Eduardo Balbi, Maritza Velastegui, Fredy Rivera Vélez, Arturo Cabrera Hidalgo, María Dolores Ordóñez. 2016. Inteligencia Estratégica Contemporánea. ISBN 978-9978-301-90-6

- Jaime Dávalos y Galo Cruz. 2015. Gobernanza de los espacios marítimos en el Ecuador. ISBN 978-9978-301-57-9

- Paco Moncayo, François Houtart, Oswaldo Jarrín, Miguel Ángel Barrios, Rosario Rodríguez Cuitiño, Daniel Gudiño Pérez, Óscar Montero De la Cruz, Clara Riveros y Lester Cabrera. 2014. Geopolítica y Estratégia Suramericana. ISBN 978-9978-301-17-3

## Colaboración con otras instituciones
En 2023 el CESPE participó en conjunto con el Instituto Universitario de Investigación en Estudios Latinoamericanos (IELAT) de la Universidad de Alcalá para la publicación de un libro compilatorio en el ámbito de la inteligencia estratégica. El trabajo resultante fue el libro coordinado por María Dolores Ordóñez, Inteligencia estratégica del futuro: Pensamiento crítico e interconectado en un mundo globlal. ISBN 841381538X